# Symfonie nr. 2 (Atterberg)
Kurt Atterberg voltooide zijn eerste versie van zijn Symfonie nr. 2 in 1912.

## Ontstaan en opzet
Atterberg, toch voornamelijk traditioneel componist, had een tweedelige symfonie geschreven met een in zijn ogen goed slot. Een derde deel toevoegen zou afbreuk doen aan dat slot. Atterberg liet het werk met het Göteborg Symfonie Orkest horen op 18 december 1912 in Göteborg. Critici waren een andere mening toegedaan: een tweedelige symfonie was toen niet in de mode en zij vonden het werk niet af. Er dreigde dus een onvoltooide symfonie te ontstaan. Atterberg trok de klachten van de critici aan en kwam later toch met een derde deel. Atterberg was populairder in Duitsland dan in eigen land en zo werd de eerste officiële uitvoering van de “complete” driedelige Symfonie nr. 2 gegeven in Sondershausen. Carl Corbach leidde de Fürstliche Hofkapelle op 27 juli 1913. Max von Schillings had het werk al officieus gespeeld in Stuttgart.
De symfonie kent een driedelige opzet:
- Allegro con moto
- Adagio – Presto
- Allegro con fuoco

## Orkestratie
Ook de orkestratie is traditioneel:
- 3 dwarsfluiten (III ook piccolo), 2 hobo’s (II ook althobo), 2 klarinetten (2 ook basklarinet), 2 fagotten
- 4 hoorns, 2 trompetten, 3 trombones, 1 tuba
- pauken,  1 man/vrouw percussie, 1  piano
- violen, altviolen, celli, contrabassen

## Discografie
- Uitgave Swedish Society: Stig Westerberg leidde het Symfonieorkest van de Zweedse Radio in 1967
- Uitgave cpo: Ari Rasilainen leidde het Radiosymfonieorkest van Frankfurt
- Uitgave Chandos: Neeme Järvi leidde het Göteborg Symfonieorkest.